# Bahnstrecke Berga-Kelbra–Stolberg (Harz)
| Thyraliesel in Stolberg (Harz) |                      |                                          |                                          |
| Streckennummer (DB): | 6722                 |                                          |                                          |
| Kursbuchstrecke (DB): | 592 (bis 2011)       |                                          |                                          |
| Kursbuchstrecke: | 176p (1934)          |                                          |                                          |
| Streckenlänge: | 14,9 km              |                                          |                                          |
| Spurweite: | 1435 mm (Normalspur) |                                          |                                          |
| Streckenklasse: | D4                   |                                          |                                          |
| Streckengeschwindigkeit: | 40 km/h              |                                          |                                          |
| |                      |                                          |                                          |
| \| \| \| von Halle (Saale) Hbf \| \| \| \| 0,000 \| Berga-Kelbra (Keilbahnhof) \| Berga-Kelbra (Keilbahnhof) \| \| \| \| nach Hann. Münden \| \| \| \| \| Bundesautobahn 38 \| \| \| \| 5,800 \| Uftrungen \| Uftrungen \| \| \| 7,650 \| Rottleberode Süd \| Rottleberode Süd \| \| \| \| Industrieanschluss \| \| \| \| 8,700 \| Infrastrukturgrenze DB Netz/Warnetalbahn \| Infrastrukturgrenze DB Netz/Warnetalbahn \| \| \| 9,500 \| Rottleberode (ehemals Bf.) \| Rottleberode (ehemals Bf.) \| \| \| 10,800 \| Stolberg Thyratal \| Stolberg Thyratal \| \| \| \| Thyra \| \| \| \| 14,900 \| Stolberg (Harz) (ehemals Bf.) \| Stolberg (Harz) (ehemals Bf.) \| \| \| \| \| \| \| Quellen: [1][2] \| \| \| \| |                      |                                          |                                          |
| Strecke |                      | von Halle (Saale) Hbf                    | von Halle (Saale) Hbf                    |
| Bahnhof | 0,000                | Berga-Kelbra (Keilbahnhof)               | Berga-Kelbra (Keilbahnhof)               |
| Abzweig geradeaus und nach links |                      | nach Hann. Münden                        | nach Hann. Münden                        |
| Strecke mit Straßenbrücke |                      | Bundesautobahn 38                        | Bundesautobahn 38                        |
| ehemaliger Bahnhof | 5,800                | Uftrungen                                | Uftrungen                                |
| Dienststation / Betriebs- oder Güterbahnhof | 7,650                | Rottleberode Süd                         | Rottleberode Süd                         |
| Abzweig geradeaus und von links |                      | Industrieanschluss                       | Industrieanschluss                       |
| Wechsel des Eisenbahninfrastrukturunternehmens | 8,700                | Infrastrukturgrenze DB Netz/Warnetalbahn | Infrastrukturgrenze DB Netz/Warnetalbahn |
| Haltepunkt / Haltestelle | 9,500                | Rottleberode (ehemals Bf.)               | Rottleberode (ehemals Bf.)               |
| Haltepunkt / Haltestelle | 10,800               | Stolberg Thyratal                        | Stolberg Thyratal                        |
| Brücke über Wasserlauf |                      | Thyra                                    | Thyra                                    |
| Haltepunkt / Haltestelle Streckenende | 14,900               | Stolberg (Harz) (ehemals Bf.)            | Stolberg (Harz) (ehemals Bf.)            |
| |                      |                                          |                                          |
| Quellen: |                      |                                          |                                          |

Die Bahnstrecke Berga-Kelbra–Stolberg (Harz) ist eine normalspurige Nebenbahn in Sachsen-Anhalt. Sie zweigt in Berga-Kelbra von der Bahnstrecke Halle–Hann. Münden ab und führt im Tal der Thyra nach Stolberg (Harz). Sie wird nach einem Ideenwettbewerb in den 1990er Jahren auch als Thyraliesel bezeichnet. Seit 2011 ist der Personenverkehr eingestellt; die Strecke wird von Bussen bedient.

## Geschichte
Das Teilstück Eisleben–Nordhausen der Bahnstrecke Halle–Hann. Münden wurde 1866 eröffnet, allerdings erhielt Berga noch keine Station. Diese wurde erst 1877 eröffnet. Diverse Industriebetriebe um Rottleberode begnügten sich recht bald nicht mehr mit der entfernten Bahnstation, sondern wünschten sich einen unmittelbaren Bahnanschluss. Zunächst wehrte sich vor allem der Graf von Stolberg-Stolberg gegen einen Bahnbau auf seinem Grundbesitz, erst 1887 begannen ernsthafte Projektierungen für eine Stichbahn im Thyratal. Als Ausgangspunkte waren zunächst verschiedene Punkte – unter anderem Nordhausen, Roßla oder Niedersachswerfen – im Gespräch, bevor man sich auf Berga einigte. Das Vorhaben einer Normalspurbahn von Gernrode über Harzgerode nach Berga wurde dagegen wieder verworfen.
Die eigentlichen Bauarbeiten für das rund 10 km lange Vorhaben begannen am 28. Mai 1888. Auf Intervention des Grafen von Stolberg-Stolberg – der einen Baukostenzuschuss gewährte und Ansprüche auf einen nur ihm zugänglichen Aufenthaltsbereich im Bahnhof Rottleberode erhob – erhielt Rottleberode diesen nördlich der Ortsmitte, obwohl für die Industrie eine Station weiter südlich besser gewesen wäre. Auch wurde Rottleberode mit einem Fürstenzimmer ausgestattet; die Bezeichnung Stolberg-Rottleberode folgte. Eine Ladestelle für den Güterverkehr im Süden entstand erst später. Nachdem Anfang Mai 1890 der erste Probezug fuhr, wurde die Strecke Mitte Mai baupolizeilich abgenommen. Die feierliche Eröffnung der Bahnstrecke fand am 1. Juni 1890 statt.
Recht bald wünschte auch das benachbarte Stolberg einen Bahnschluss. Zunächst entstand aber ein Projekt ausgehend von der Selketalbahn: Bei Lindenberg wollte die Gernrode-Harzgeroder Eisenbahn-Gesellschaft (GHE) eine 22 km lange Verbindung nach Rottleberode bauen. Erste Vorarbeiten dafür begannen 1893, nachdem an mehreren Stellen Widerstände auftauchten, verzichtete die GHE auf die Realisierung. Nach 1900 entstand schließlich der Wunsch einer Bahnverbindung aus Richtung Osten. Diese Strecke wurde letztendlich nur bis Wippra gebaut. Zuvor hatte man sich schon für eine Verlängerung der Stichbahn von Rottleberode bis Stolberg entschieden. Die 1914 begonnenen Bauarbeiten wurden ähnlich wie bei der Bahnstrecke Klostermansfeld–Wippra durch den Ersten Weltkrieg unterbrochen. Erst 1922 wurden die Bauarbeiten von der Deutschen Reichsbahn wiederaufgenommen. Am 1. März 1923 wurde der Personenverkehr auf der Erweiterung aufgenommen, der Güterverkehr am 1. August desselben Jahres. Die anfangs geplante Verbindung zwischen beiden Strecken kam nicht mehr zustande.
Nach dem Zweiten Weltkrieg kam die bisher von der Rbd Kassel verwaltete Strecke zunächst zur Rbd Halle und ab Herbst 1945 zur Rbd Erfurt.
Am 26. November 1995 musste die Strecke wegen des schlechten Bauzustands der Gewölbebrücken gesperrt werden. Gleichzeitig wurden die meisten Gleisanschlüsse stillgelegt. Nachdem 1996 für weitere 15 Jahre Personenverkehrsleistungen von Sachsen-Anhalt garantiert wurden, ließ die DB die Gleise 1998 für 15 Millionen € sanieren. Da die Höchstgeschwindigkeit auf 60 km/h angehoben werden konnte, brauchten die Personenzüge fortan nur noch 18 Minuten für die gesamte Verbindung.

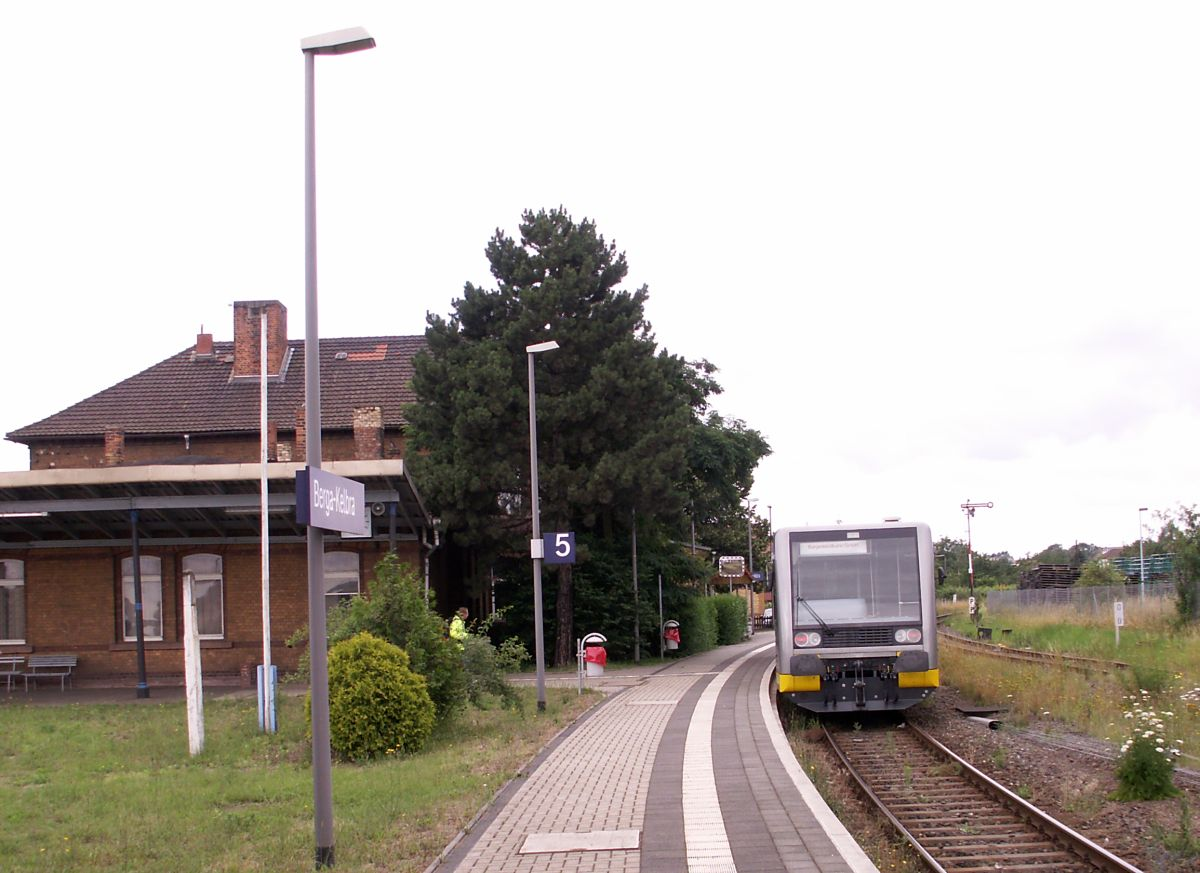
Thyraliesel im Bahnhof Berga-Kelbra

Bis zum 8. Dezember 2007 gab es täglich Schienenpersonennahverkehr im Zweistundentakt. Die meisten Verbindungen wurden wegen mangelnder Auslastung abbestellt; seit dem 9. Dezember 2007 verkehrten Personenzüge nur noch am Wochenende. An beiden Tagen waren es je fünf Zugpaare. Einige waren langlaufende Regional-Express-Züge aus Magdeburg und Leipzig.
Betreiber des SPNV war die DB-Regio-Tochter Burgenlandbahn im Auftrag der Nahverkehrsservice Sachsen-Anhalt GmbH (NASA). Zum Fahrplanwechsel im Dezember 2011 wurde von diesem ÖPNV-Aufgabenträger auch der verbliebene Wochenendausflugsverkehr mangels Auslastung abbestellt und auf Busbetrieb umgestellt. Derzeit findet noch Güterverkehr nach Rottleberode Süd – dem Güter- und Umschlagbahnhof von Rottleberode – statt.
Aufgrund der mangelnden Wirtschaftlichkeit und der anstehenden Investitionen hatte DB Netz die Strecke im Februar 2010 zur Übernahme durch ein anderes Eisenbahninfrastrukturunternehmen (EIU) ausgeschrieben. Ein Jahr später schrieb DB Netz die Strecke erneut aus, wobei nur noch der sieben Kilometer lange nicht im Güterverkehr zu den Knauf-Werken betriebene Abschnitt hinter Rottleberode Süd betroffen war. Nachdem keines der drei interessierten EIU die Strecke übernahm, genehmigte das Eisenbahn-Bundesamt die dauerhafte Stilllegung zwischen Rottleberode Süd und Stolberg zum 31. März 2012. Die Anlagen dieser Teilstrecke wurden von km 8,320 bis km 15,044 in ein Bahnhofsgleis des Bahnhofs Rottleberode Süd umgewandelt.
Die Tourismus und Warnetalbahn GmbH aus Groß Flöthe hat Ende 2019 den stillgelegten Streckenabschnitt von DB Netz gepachtet und beim Landesbevollmächtigten für Bahnaufsicht die Betriebserlaubnis beantragt. Ab 2020 soll es hier hauptsächlich Holztransporte nach Süddeutschland geben. An zwei Stellen der Strecke sollen Verladestellen eingerichtet werden, u. a. eine nahe dem Stolberger Ortsteil Thyratal. Zu besonderen Anlässen wie Stadtfesten oder in der Vorweihnachtszeit sind auch Verkehre nach Stolberg mit historischen Personenzügen des Unternehmens geplant. Da jedoch die Thyra-Brücke in Rottleberode nicht befahrbar war, verschob sich die Aufnahme des Schienenverkehrs. Am 10. Dezember 2022 erreichte zum ersten Mal nach über zehn Jahren erstmalig wieder ein Reisezug, gebildet aus 628/928 225, den Endpunkt der Strecke in Stolberg.

## Streckenbeschreibung
Die Strecke liegt auf dem Gebiet des Landkreises Mansfeld-Südharz. Ihren Ausgangspunkt hat die entlang des Flusses Thyra führende Strecke im Keilbahnhof Berga-Kelbra. Dieser liegt an der Bahnstrecke Halle–Hann. Münden, die von der Magdeburg-Leipziger Eisenbahn 1866 eröffnet wurde.
Aus der Nähe des Kyffhäusergebirges führt die Strecke vorbei an der Heimkehle, einer für Touristen begehbaren Höhle nahe Uftrungen bis in die Fachwerkstadt Stolberg (Harz) am Fuße des Südharzes.